# Rácz István (botanikus)

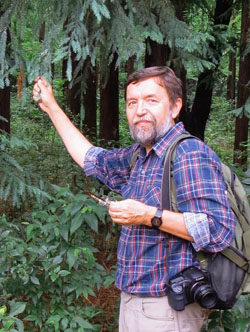
Rácz István dendrológus munka közben

Rácz István (1952–) magyar kertészmérnök, dendrológus. Botanikai szakmunkákban nevének rövidítése: „I. Rácz”.

## Kutatási területe
Fás növények taxonómiája, ökológiája, védelme, herbáriumfejlesztés.

## Életpályája
A Budapesti Kertészeti Egyetemen 1976-ban szerezte meg okleveles táj- és kertépítészmérnöki képesítését. 1976 és 2015 között a Magyar Természettudományi Múzeumban dolgozott a "dendrológiai dokumentációs projekt", illetve a Dendrológiai Atlasz munkacsoport (Debreczy Zsolt, Biró Gyöngyvér, R.I.) tagjaként. 1984-ben kapta egyetemi doktori címét, majd ugyanott 1997-ben PhD fokozatát a Soproni Erdészeti Egyetemen. Az évek során nagyszabású magyar dendrológiai expedíciók tagja, hosszabb ideig az USA-ban, Mexikóban, Kínában, és 20 más országban dolgozott. Több, mint 100 tudományos és ismeretterjesztő cikk, könyv társszerzője, illetve szerzője. 2011-ben jelent meg a Debreczy Zsolttal közösen írt angol nyelvű könyvük, a 2 kötetes Conifers Around the World, mely külföldi díjakat kapott. Ugyancsak Debreczy Zsolttal közösen hozták létre és fejlesztik a Nemzetközi Dendrológiai Alapítvány (www.dendrologia.eu) Budakeszi Herbáriumát és Dendrológiai Tanösvényét. Az Agrárminisztérium támogatásával több tudományos-ismeretterjesztő kiadvány előkészítésén dolgoznak.

## Fontosabb munkái
könyvek
1. Vajda László – Rácz István (1984): Flora Photographica Hungarica (Debreczy Zsolt és Németh Ferenc fajleírásaival). Képzőművészeti Kiadó, Budapest. 180 o. ISBN 963-336-324-1
2. Debreczy Zsolt – Rácz István (2000): Fenyők a Föld körül. Dendrológiai Alapítvány, Budapest. 552 o. ISBN 963-00-5898-7
3. Debreczy Zsolt – Rácz István (2011): Conifers Around the World. DendroPress, Budapest. 1089 o. ISBN 978-963-219-061-7

fontosabb tudományos cikkek
1. Debreczy, Zs. – Rácz, I. (1995): New species and varieties of conifers from Mexico. Phytologia (April 1995) 78(4): 217–243.
2. Debreczy, Zs. – Rácz, I. (1998): El Arbol de Tule: The Ancient Giant of Oaxaca. Arnoldia 57(4): 2–11.
3. Debreczy, Zs. – Rácz, I. (1999): The prostrate form of the Phoenicean juniper: Juniperus phoenicea f. prostrata, f. nov. Studia bot. hung. 29: 87–94.
4. Bebya, S. – Debreczy, Zs. – Rácz, I. (2000): Ecology and Geography of Gymnospermae in Taiwan. Bull. Mosk. Nat. Biol. 105:3. pp. 45–51.
5. Debreczy, Zs. – Rácz, I. (2003): A re-assessment of the true firs (Abies Mill.) described from Mexico in 1995. Studia bot. hung. 34: 81–110.
6. Rácz, I., – Huyen, D. D. (2007): Study of a low-elevation occurrence of Pinus dalatensis Ferré (Pinaceae) in Gia Lai Province, Vietnam. Studia bot. hung. 38: 133–142.
7. Zs. Debreczy, K. Musial, R.A. Price, and Rácz, I. (2009): Relationships and nomenclatural status of the Nootka Cypress (Callitropsis nootkatensis, Cupressaceae). Phytologia 91: 140–159.
8. Debreczy, Zs. – Rácz, I. (2010): Abies pseudochensiensis – a new fir described from cultivation from European living collections. Acta bot. Hung. 52(3–4): 305–313
9. Enikő K. Magyari, Ágnes Major, Miklós Bálint, Judit Nédli, Mihály Braun, István Rácz, and Laura Parducci (2011): Population dynamics and genetic changes of Picea abies in the South Carpathians revealed by pollen and ancient DNA analyses. BMC Evolutionary Biology 11:66doi:10.1186/1471-2148-11-66

## Kitüntetések, elismerések
- Megosztott nívódíj a Művelődési Minisztériumtól 1979
- Címzetes egyetemi tanár (Corvinus Egyetem, 2013)

## Ösztöndíj
1. Mercer Fellow és vendégkutató, Arnold Arboretum, Harvard Egyetem, USA (1988–1992)
2. Synthesys Program (EU), Royal Botanic Garden Edinburgh, Skócia (2011)
3. Vendégkutató, Kyotói Egyetem, Japán (2013)